# Resolução 210 do Conselho de Segurança das Nações Unidas
A Resolução 210 do Conselho de Segurança das Nações Unidas aprovada em 6 de setembro de 1965, após ter recebido um relatório do Secretário-Geral sobre a evolução da situação na Caxemira, o Conselho convidou as partes a cessar imediatamente as hostilidades em toda a área de conflito e retirar todo o pessoal armado para as posições que ocupavam antes de 5 de agosto de 1965. O Conselho solicitou ao Secretário-Geral que fizesse o possível para dar cumprimento à presente resolução e à Resolução 209, bem como ao fortalecimento do Grupo de Observadores Militares das Nações Unidas para Índia e Paquistão.